# Sturmpanzer II
Lo Sturmpanzer II è stato un semovente d'artiglieria pesante e cannone d'assalto prodotto in una dozzina di unità dalla Germania nazista durante la seconda guerra mondiale, prendendo il carro armato leggero Panzer II come base semovente. Dopo l'opportuno irrobustimento dello scafo, privato della torretta e con sovrastruttura modificata, fu possibile installarvi un obice da appoggio ravvicinato da 150 mm, ma al contrario non fu prevista alcuna arma secondaria.
Lo Sturmpanzer II fu utilizzato esclusivamente nelle battaglie del Nordafrica a partire dai primi mesi del 1942: l'ambiente desertico e manchevolezze tecniche del progetto, velocemente concepito e approvato, resero problematico l'impiego dei mezzi. Spesso si dovette ricorrere a cannibalizzare quelli in avaria per manatenerne operativi almeno alcuni. Dopo la disfatta di El Alamein nell'ottobre-novembre 1942 i pochi Bison superstiti ripiegarono in Tunisia e qui furono distrutti nei feroci combattimenti dei primi mesi del 1943.

## Storia

### Sviluppo
Un primo tentativo di accoppiare i cannoni da fanteria sIG 33 da 150 mm con scafi di carri armati, per garantire alle truppe appiedate un supporto di fuoco mobile, sfociò nello Sturmpanzer I, cioè un Panzer I privato della torretta per far posto a una grossa casamatta. La sagoma risultante era però tanto alta (ben 2,8 metri) da compromettere la vita operativa del veicolo. Quindi ancora prima che tale semovente venisse distribuito, i tecnici tedeschi studiarono la possibilità di installare il cannone sIG 33 sullo scafo di un altro mezzo corazzato: fu scelto il Panzer II a causa della vasta produzione e della validità del progetto sebbene la sua utilità, all'inizio degli anni quaranta, stesse rapidamente decadendo. Un primo, improvvisato prototipo fu testato il 13 giugno 1940 a Kummersdorf-Gut, seguito a ottobre da un secondo mezzo fabbricato dalla Alkett per riconversione di un Panzer II Ausf. B. Quest'ultimo veicolo era stato dotato di uno scudo protettivo modificato ma non aveva sufficiente spazio per installarvi un obice di grande calibro e lo scafo si rivelò inadeguato per assorbire il forte rinculo.
Il 18 febbraio 1941 furono emanate precise direttive per la costruzione di un semovente sullo scafo modificato del Panzer II: il primo esemplare fu pronto tra luglio e agosto 1941. Il semovente ebbe la denominazione ufficiale di 15 cm sIG 33 auf Fahrgestell Panzerkampfwagen II (Sf.), ovvero "cannone pesante da fanteria 33 da 15 cm su scafo di Panzer II (semovente)", ma divenne presto più noto come Sturmpanzer II o semplicemente Bison.

### Produzione
L'intera produzione fu demandata alla Alkett che completò sette unità nel 1941 e altre cinque nel 1942. A gennaio i dodici esemplari furono suddivisi tra la 707. sIG Kompanie (Sfl.) e la 708. sIG Kompanie (Sfl.), le compagnie motorizzate dotate di semoventi dedicati al supporto della fanteria. Altre fonti indicano invece che fu la MAN AG a costruire i dodici veicoli tra novembre e dicembre 1941.

### Impiego operativo
Tra febbraio e aprile 1942 le due formazioni furono trasportate nella colonia italiana di Libia per combattere nei ranghi del DAK che affiancava le meno mobili formazioni del Regio Esercito schierate sul fronte nordafricano. A causa dell'affrettata messa a punto e del particolare ambiente desertico tutti i mezzi registrarono frequenti guasti meccanici e dunque pochi erano pienamente operativi, spesso mantenuti tali cannibalizzando i componenti necessari dalle unità troppo danneggiate. Gli Sturmpanzer II parteciparono alla battaglia di Ain el-Gazala tra maggio e giugno, conclusasi con la vittoria delle forze dell'Asse, e anche alle battaglie attorno El Alamein (la prima del luglio 1942 e quella di Alam Halfa del 31 agosto-5 settembre) dove l'avanzata del generale Erwin Rommel si era arrestata. Dopo la fine della seconda battaglia di El Alamein ed entro il 2 dicembre otto veicoli erano stati distrutti e i restanti quattro continuarono a essere usati fino alla primavera del 1943, quando l'ultimo fu abbandonato. Sembra però che le truppe dell'8ª Armata britannica trovarono sei Strumpanzer avariati in una officina non evacuata dai tedeschi in ritirata; uno fu poi passato all'esercito del Regno d'Egitto che lo utilizzò contro gli israeliani nella guerra arabo-israeliana del 1948.
Nonostante i problemi riscontrati, l'esperienza maturata dall'Esercito tedesco con lo Sturmpanzer II risultò utile nello sviluppo del più efficace Wespe, sempre sullo scafo del Panzer II ma armato con un obice da 105 mm.

## Caratteristiche
Rispetto all'originale modello, lo scafo del Panzer II era stato allargato di 32 centimetri ed era stata aggiunta una sesta ruota portante, allungandolo di 60 centimetri. Il treno di rotolamento fu per il resto lasciato intatto, con sospensioni a quarti di balestra per ciascuna delle sei ruote, quattro rulli superiori, ruota motrice a singola corona dentata anteriore e di rinvio posteriore; furono mantenuti anche i cingoli larghi 300 mm. Applicate tali modifiche fu possibile montare sul telaio privato della torretta un cannone d'accompagnamento sIG 33 da 150 mm lungo 11,4 calibri (L/11,4), con alzo massimo di 75° e una portata di 4 700 metri: l'arma poteva essere impiegata anche come mortaio pesante grazie ai proietti ad alto esplosivo, ciascuno da 16,70 chili. Il brandeggio manuale del pezzo era limitato a solo 10° sulla destra e a 25° sulla sinistra senza far muovere il veicolo, il munizionamento caricabile ammontava a dieci o trenta granate. La casamatta che lo conteneva, aperta su cielo e retro, era composta da lamiere frontali spesse 15 mm e inclinate a 10° rispetto a un asse verticale; anche sulle fiancate erano da 15 mm ma inclinate a 30°. Le pareti erano basse e non erano state prolungate per tutta la lunghezza dello scafo. La corazzatura della sovrastruttura cui la casamatta era stata fissata era spessa 30 mm sul frontale (9°) e 15 mm sui lati (30°), quella dello scafo misurava 30 mm frontali (15°) e 15 mm verticali sui fianchi: in corrispondenza del retro scafo e sovrastruttura avevano una sola lastra corazzata in comune, spessa 15 mm e inclinata a 10° e 15°. Le corazzature orizzontali sul cielo e sul fondo dello scafo e della sovrastruttura erano da 5 mm.
Il motore Maybach HL 62 TR da 6 cilindri era stato sostituito con un Büssing-NAG L8V da 8 cilindri erogante 155 hp, fornito di una trasmissione sincronizzata SSG 46 associata a un cambio con sei marce avanti e una retromarcia. Il serbatoio conteneva fino a 208 litri di benzina. L'equipaggio era di quattro uomini: il pilota era l'unico posizionato all'interno dello scafo, mentre i due serventi con il comandante rimanevano dietro l'approssimativa casamatta. Era disponibile una radio FuG Spr f o FuG 5. A volte l'equipaggio si portava dietro una mitragliatrice MG 34 da 7,92 mm con 600 cartucce, che veniva tenuta nella casamatta.
Nel complesso lo Sturmpanzer II si rivelò una macchina poco manovrabile e attanagliata da numerosi problemi al propulsore, una scelta inopportuna perché a causa del peso di 16 tonnellate del veicolo era sotto continuo sforzo, regalando scarse prestazioni e surriscaldandosi facilmente. La velocità massima su strada era di 40 o 45 km/h che su terra cadeva ad appena 15 km/h; non è chiaro quanto fosse ampia l'autonomia, se 160 chilometri o 100 chilometri. Lo Sturmpanzer II riusciva a sormontare ostacoli alti non oltre 0,5 metri, guadava circa 1 metro d'acqua e superava trincee larghe fino a 1,8 metri; padroneggiava inoltre le pendenze inferiori o uguali a 35°.